# 청주 우암산 고분군
청주 우암산 고분군은 충청북도 청주시 상당구에 있다. 2015년 4월 17일 청주시의 향토유적 제17호로 지정되었다.

## 개요
청주지역의 삼한시대 생활상을 밝혀 중 중요한 유적이다.
우암산 고분군은 우암산(338m) 정상에서 남쪽으로 내려오는 능선에 입지한다. 우암산에는 우암산성이 있는데, 이 산성의 경우 삼국시대 백제 상당현의 치소(治所)로 비정되고 있으며, 이후 신라 서원소경(685년)･서원경성(689년)과도 관련이 유추되기도 한다.
1. ↑  “충북 아키비움. 청주 우암산 고분군”.